# Hiroaki Zakoji
Hiroaki Zakoji (Japans: 座光寺公明, Zakōji Hiroaki) (Tokio, 20 januari 1958 – aldaar, 29 januari 1987) was een Japanse componist en pianist.

## Inhoudsopgave
Hij groeide op in Hokkaidō en studeerde het vak compositie onder Masanobu Kimura, toen hij daar cursusdeelnemer aan de High School was. Hij bezocht het Kunstinstituut van de Nihonuniversiteit in Tokio en studeerde daar compositie onder Kiyohiko Kijima, alsook piano bij Midori Matsuya (1943-1994). Hij studeerde ook compositie onder Roh Ogura (1916-1990) in Kamakura.
In 1982 riep hij het muziekensemble "Tokyo Shin-Wagaku Consort" in het leven, dat zijn eigen eigentijdse muziek en ook andere werken van jonge componisten speelde.
In 1985 werd hij in het IGNM-concert de "Internationale Gesellschaft für Neue Musik" in Bazel, Zwitserland, voorgesteld. In april 1986 kwam hij naar Bazel terug, waar zijn „Stuk III" voor piano, opus 36 opgevoerd werd. Ook reisde hij naar Spanje en Denemarken en schreef een veelgelezen artikel voor een muziektijdschrift.
Zijn stukken „Compositie II, opus 11" en „Compositie III, opus 13" werden door een Spaanse radiozender ten gehore gebracht. In Juni 1986 hoorde hij tot de finalisten in het internationale boeddhistische muziekconcours van Tokio en zijn opus 18, "Continuüm" wird als première in 1986 door het Tokio Symfonieorkest uitgevoerd.
Hij stierf enige dagen na zijn 29e verjaardag aan een plotselinge hartstilstand op 29 januari 1987 in Tokio.
In zijn korte, 29-jarige leven schreef hij 38 werken.

## Werken

### Orkeststukken
- Sinfoniette voor strijkers, Opus 2 (1979)
- "Gedaanteverandering" (voor orkest), opus 7 (1980)
- "Meta Polyphonie" (voor orkest), opus 10 (1981)
- "Gevangen in de tijd" (voor orkest), opus 32 (1982)
- "Continuüm" voor orkest - (Oorspronkelijke titel: „Tijdruimte Continuüm")

### Concerten
- Pianoconcert, opus 21 (1983)
- Cello kamerconcert (voor cello en orkest), opus 29a (1985)
- Celloconcert, opus 29b (1985)

### Kamermuziek
- Sonate voor fluit en piano, opus 2 (1979)
- "Ame no uzume" (voor sopraan, piano, slagwerk en 7 blaasinstrumenten)
- Kamersinfonie, opus 5 (1980)
- Compositie I "Stilte van binnen" (voor fluit, viool en piano), opus 8 (1981)
- Strijkquartet (onvoltooid), opus 9 (1981)
- Strijkquartet, opus 12a (1981)
- Preludium en Fuga voor strijkquartet, opus 12b (1981)
- Compositie III "Ke" (voor shakuhachi en koto), opus 13 (1981)
- "Tijd in tijd" voor twee marimbas, opus 17 (1982)
- Preludium voor strijkers, opus 20 (1982)
- Pianotrio (voor piano, fluit en viool, opus 23 (1983)
- Quintet (voor fluit, klarinet, viool, cello en piano) opus 24 (1983)
- Compositie V (voor fluit en harp) opus 26 (1983)
- Monodie (voor fluit en piano), opus 31 (1985)
- Suite voor traditionele instrumenten (voor traverse, viola dad a gamba en cembalo) opus 34 (1986)
- Compositie VI (voor shakuhachi, koto en piano), opus 37 (1986)
- Morphology (voor 2 piano), Op.38 (1986)

### Solostukken
- Compositie II "Myou" (voor solo fluit), opus 11 (1981)
- Compositie IV "Heilige dans" (voor slagwerk), opus 14 (1982)
- Variaties voor sol cello, opus 16 (1982)
- Mono-Morphologie I "Fujyu" (voor fluit en shakuhachi), opus 22 (1983)
- Mono-morphologie II (voor gitaar), opus 27 (1983)
- Pianostuk I, opus 28 (1985)
- Pianostuk II, opus 30 (1985)
- "Aya" (voor solo koto), opus 35 (1986)
- Mono-Morphologie III (voor solo hobo), opus 33 (1986)
- Pianostuk III, opus 36 (1986)

### Gezangstukken
- Drie liederen, gezet op gedichten van Nakaya Nakahara (voor sopraan en piano), opus I

(1978)
- "Dood en glimlachen" (voor bariton en piano), opus 6 (1980)
- Twee liederen, gezongen door prins Karu, opus 15 (1982)
- "Van de afgrond van de dood" (voor zangstem en piano, opus 19 (1982)

### Koorstukken
- "Dodenviering" (voor koor en orkest), opus 25 (1983) Uitvinding(1985)